# Bennet and the Band
Bennet and the Band es una banda de músicos de la India, fundada en 1998 por Roland Bennet, Guitarrista y Director Musical, natural de Kerala. La banda se especializa en el género denominado re-orquestación de melodías populares, en las que interpretan canciones y melodías para el cine indio, respecto a la música tradicional, la banda utiliza a músicos alineados, según el  estilo musical que tienen que tocar para que un cantante, para que este pueda estar acompañado en sus conciertos y grabaciones. Sus actuaciones con famosos cantantes, han implicado una improvisación. La banda no se limita a un género específico y se entiende que fácilmente de los diferentes artistas, que se han llevado a cabo las sesiones de improvisación, como a Anuradha Sriram y Srinivas, como también a los jóvenes cantantes  como Karthik, Vijay Yesudas, Vijay Prakash, Naresh Iyer, Swetha Mohan, Krish y Haricharan.